# Jay Huff
James Matthew «Jay» Huff  (Durham, Carolina del Norte, 25 de agosto de 1997) es un jugador de baloncesto estadounidense que pertenece a la plantilla de los Indiana Pacers de la NBA. Con 2,16 metros de estatura, juega en la posición de pívot.

## Trayectoria deportiva

### Universidad
Jugó cuatro temporadas con los Cavaliers de la Universidad de Virginia, en las que promedió 7,6 puntos, 4,5 rebotes y 3,7 tapones por partido. El 29 de febrero de 2020, Huff registró 15 puntos, 10 tapones y nueve rebotes en la victoria 52-50 sobre Duke. Se unió a Ralph Sampson como los únicos jugadores en la historia del programa con al menos 10 tapones en un partido. En su última temporada fue incluido en el segundo mejor quinteto de la Atlantic Coast Conference y en el mejor quinteto defensivo.

#### Estadísticas
| Año     | Equipo   | PJ       | PT       | MPP      | %TC      | %3P      | %TL      | RPP      | APP      | ROB      | TPP      | PPP      |
| ------- | -------- | -------- | -------- | -------- | -------- | -------- | -------- | -------- | -------- | -------- | -------- | -------- |
| 2016–17 | Virginia | Redshirt | Redshirt | Redshirt | Redshirt | Redshirt | Redshirt | Redshirt | Redshirt | Redshirt | Redshirt | Redshirt |
| 2017–18 | Virginia | 12       | 0        | 8.8      | .680     | .286     | .625     | 1.9      | .3       | .1       | 1.2      | 3.4      |
| 2018–19 | Virginia | 34       | 0        | 9.3      | .604     | .452     | .667     | 2.1      | .2       | .2       | .7       | 4.4      |
| 2019–20 | Virginia | 30       | 18       | 25.0     | .571     | .358     | .540     | 6.2      | .8       | .4       | 2.0      | 8.5      |
| 2020–21 | Virginia | 25       | 25       | 27.0     | .585     | .387     | .837     | 7.1      | 1.0      | .5       | 2.6      | 13.0     |
| Total   | Total    | 101      | 43       | 18.3     | .588     | .386     | .679     | 4.5      | .6       | .3       | 1.6      | 7.6      |

### Profesional
Tras no ser elegido en el Draft de la NBA de 2021, el 21 de septiembre firmó con los Washington Wizards, pero fue cortado el 13 de octubre. El 18 de octubre firmó un contrato dual con Los Angeles Lakers, que le permite jugar además en su filial de la G League, los South Bay Lakers. Fue despedido el 12 de enero de 2022 regresando al equipo filial.
El 2 de marzo de 2023 firmó un contrato dual con los Washington Wizards. El 4 de abril, recibió el galardón de Mejor Defensor de la NBA G League de esa temporada.
El 3 de julio de 2023 se unió a la plantilla de los Houston Rockets para disputar la NBA Summer League. El 18 de julio firmó un contrato dual con los Denver Nuggets.
A finales de julio de 2024 firma un contrato dual con Memphis Grizzlies. El 26 de octubre obtuvo dieciocho puntos, el máximo de su carrera, en una victoria en casa contra los Orlando Magic y dos días después firmó un contrato multianual con los Grizzlies.
En julio de 2025 es traspasado a Indiana Pacers.

## Estadísticas de su carrera en la NBA

### Temporada regular
| Año     | Equipo      | PJ | PT | MPP  | %TC  | %3P  | %TL   | RPP | APP | ROB | TPP | PPP |
| ------- | ----------- | -- | -- | ---- | ---- | ---- | ----- | --- | --- | --- | --- | --- |
| 2021-22 | L.A. Lakers | 4  | 0  | 5.1  | .000 | .000 | —     | 1.0 | .3  | .3  | .3  | .0  |
| 2022-23 | Washington  | 7  | 0  | 13.6 | .600 | .500 | .938  | 3.0 | 1.4 | .4  | .6  | 7.3 |
| 2023-24 | Denver      | 20 | 0  | 2.5  | .600 | .333 | 1.000 | .6  | .1  | .1  | .2  | 1.2 |
| 2024-25 | Memphis     | 64 | 2  | 11.7 | .515 | .405 | .786  | 2.0 | .6  | .3  | .9  | 6.9 |
| Total   | Total       | 95 | 2  | 9.6  | .520 | .404 | .824  | 1.7 | .5  | .2  | .7  | 5.4 |

### Playoffs
| Año   | Equipo  | PJ | PT | MPP | %TC  | %3P  | %TL   | RPP | APP | ROB | TPP | PPP |
| ----- | ------- | -- | -- | --- | ---- | ---- | ----- | --- | --- | --- | --- | --- |
| 2025  | Memphis | 2  | 0  | 9.0 | .500 | .000 | 1.000 | 1.5 | .5  | .0  | 1.5 | 4.0 |
| Total | Total   | 2  | 0  | 9.0 | .500 | .000 | 1.000 | 1.5 | .5  | .0  | 1.5 | 4.0 |